# Nguyên Minh Tông
Nguyên Minh Tông hay Hốt Đô Đốc hãn (chữ Hán: 忽都篤汗, tiếng Mông Cổ: ᠬᠦᠰᠡᠯᠡᠨ 
ᠬᠠᠭᠠᠨ, Chuyển tự Latinh: küsele qaγan, chữ Mông Cổ: Хүслэн хаан; 22 tháng 12, 1300 - 30 tháng 8 1329), tên thật là Bột Nhi Chỉ Cân Hòa Thế Lạt (孛兒只斤和世㻋, Borjigin Küsele, ᠬᠦᠰᠡᠯᠡᠨ), là vị Hoàng đế thứ 9 của nhà Nguyên (một phần chia cắt của Đế quốc Mông Cổ, thuộc Trung Quốc ngày nay) với miếu hiệu Nguyên Minh Tông, cũng là Đại hãn thứ 13 của Đế quốc Mông Cổ.
Ông là Hoàng trưởng tử của Nguyên Vũ Tông. Đăng cơ năm 1329, ông bị chính đệ đệ mình là Nguyên Văn Tông, Hoàng đế tiền nhiệm ám sát đoạt ngôi. Do ân hận việc này, Văn Tông quyết truyền ngôi cho hậu duệ của Minh Tông, nhờ vậy mà 2 người con trai của ông là Nguyên Ninh Tông và Nguyên Huệ Tông đều được làm Hoàng đế sau đó.

## Trước khi lên ngôi

### Cuộc sống trong cung
Ông tên thật là Hòa Thế Lạt, thuộc hoàng tộc Bột Nhi Chỉ Cân. Ra đời năm (1300), là Trưởng tử của Nguyên Vũ Tông Hải Sơn và phi tần Diệc Khất Liệt thị. Vũ Tông lên ngôi, hầu hết việc triều chính đều giao cho em trai là Ái Dục Lê Bạt Lực Bát Đạt phụ giúp. Nhờ Bát Đạt, đất nước trở nên hùng mạnh và thái bình, Vũ Tông sớm xác định phong Bát Đạt làm Hoàng thái đệ với điều kiện sau khi Bát Đạt mất phải truyền ngôi cho Hòa Thế Lạt.

### Lưu lạc ở Trung Á
Năm 1311 Vũ Tông mất, Bát Đạt kế vị, tức Nguyên Nhân Tông. Tuy nhiên thừa tướng Thiếp Mộc Điệp và gian thần Đảo Thích Sa gièm pha với Nhân Tông, khiến Nhân Tông làm trái lời hứa, phong con ruột là Thạc Đức Bát Thích làm Hoàng thái tử. Hòa Thế Lạt và hoàng đệ cùng cha khác mẹ là Đồ Thiếp Mục Ni bị đuổi khỏi cung bởi Hoàng thái hậu Đáp Kỷ (Dagi), tổ mẫu của họ. Lý do Thái hậu thông đồng Nhân Tông là vì mẹ Thạch Đức Bát Thích, A Nạp Thất Thất Lý Hoàng hậu xuất thân Hoằng Cát Lạt thị, vốn là thị tộc của Thái hậu. Mẹ Hòa Thế Lạt và Đồ Thiếp Mục Nhi đều không phải, nếu truyền ngôi cho một trong hai, thế lực ngoại thích sẽ rơi vào tay người ngoài, Thái hậu không thể tùy tiện can chính.
Năm 1316, Hòa Thế Lạt được phong làm Chu vương (诸王) rồi đày đên Vân Nam.
Thế nhưng Hòa Thế Lạt đã trốn sang Hãn quốc Sát Hợp Đài do Esen Bukha cai trị ở Trung Á. Esen Bukha nghe nói Hòa Thế Lạt đang sống gần Vương quốc của mình, bèn sang chào đón Thế Lạt. Sau đó, Hòa Thế Lạt được hậu thuẫn bởi các Thân vương Chaghadayid nên sống sót qua nhiều cuộc thanh trừng chính trị. Trong thời gian lưu vong ở Trung Á, ông thành thân với Mại Lai Địch, con gái Thiết Mộc Điệp Nhi, thuộc Hãn Lộc Lỗ thị.

## Mở rộng vây cánh
Thái tử Thạc Đức Bát Thích lên ngôi, tức Nguyên Anh Tông, 3 năm sau (1323) bị ám sát. Nguyên Thái Định Đế nắm quyền cai trị, khi đó tình hình của Hòa Thế Lạt dần được cải thiện. Tuy vẫn ở Trung Á, ông mở rộng ảnh hưởng trong thành trì của mình nằm ở phía tây của dãy núi Altay.
Năm 1328, Thái Định đế qua đời, Nguyên Thiên Thuận Đế kế vị tại Thượng Đô. Khi này, Yên Thiếp Mộc Nhi ủng lập em trai Hòa Thế Lạt là Đồ Thiếp Mục Ni lên ngôi Hoàng đế, ý đồ muốn truất ngôi Thiên Thuận Đế. Lễ đăng cơ diễn ra ở Đại Đô, điều này dấy lên một cuộc nội chiến với phe Thượng Đô, sử gọi là chiến tranh hai đô, mục đích giành quyền thống trị cho một Hoàng đế duy nhất. Phe Đại Đô, dẫn đầu bởi Yên Thiếp Mộc Nhi và Bá Nhan - một thống đốc ở Hà Nam, lại có được sự ủng hộ từ hầu hết các Thân vương, quý tộc và lãnh chúa ở phía nam sa mạc Gobi, nên đã chiến thắng và thành công trong việc đoạt ngôi của Thiên Thuận Đế. Sau khi Thiên Thuận Đế mất tích hoặc bị giết, Đồ Thiếp Mục Nhi lên ngôi, tức Nguyên Văn Tông, triệu tập Hòa Thế Lạt đến kinh đô.

## Hoàng đế ngắn ngủi

### Lên ngôi
Khi đó, Hòa Thế Lạt được các lãnh đạo Chaghadayid, Khả hãn Sát Hợp Đài Eljigidey và Duwa Temür hộ tống vào Mông Cổ từ vùng Tarbagatai (ở dãy núi Khangai). Vì là Trưởng tử nên ông được ủng hộ bởi các Thân vương, tướng lĩnh Mông Cổ, cũng như Hãn quốc Sát Hợp Đài. Khi xuất hiện ở Karakorum, ông mang theo lực lượng quân đội hùng hậu, áp đảo Văn Tông. Văn Tông yếu thế, bèn dùng kế thoái vị nhường ngôi cho Hòa Thế Lạt.
Hòa Thế Lạt đăng cơ ngày 27 tháng 2, 1329 ở phía bắc Karakorum, tức Nguyên Minh Tông. Yên Thiếp Mộc Nhi mang con dấu của đế quốc đến Mông Cổ, tuyên đọc ý chỉ của Đồ Thiếp Mộc Nhi và chào đón Thế Lạt. Minh Tông theo cách của vua cha, xuống chiếu phong Đồ Thiếp Mộc Nhi làm Hoàng thái đệ, phong trung thần của mình những tước quan lớn trong triều, ngoài ra truy thụy mẫu phi quá cố là Diệc Khất Liệt thị làm Nhân Hiến Chương Thánh Hoàng hậu (仁獻章聖皇后).

### Bị sát hại
Do muốn kế vị sớm, Đồ Thiếp Mộc Nhi và Yên Thiếp Mộc Nhi tiếp tục bày mưu, sai người kiểm soát chặt Nguyên Minh Tông, khi có cơ hội sẽ trừ khử ông. Nhưng Minh Tông vừa lên ngôi đã thiết lực thế lực riêng của mình, khiến Đồ Thiếp Mục Nhi trở nên lo sợ, càng mong đến ngày lật đổ ông.
Tháng 8 năm 1329 tại Onggachatu, Đồ Thiếp Mộc Nhi đã tổ chúc sinh thần lần thứ 29 cho Minh Tông, khi đó Minh Tông đi cùng đội quân 1,800 tướng sĩ. Sau 4 ngày Minh Tông đột ngột băng hà. Nhiều sử gia cho rằng Đồ Thiếp Mộc Nhi đã cùng Yên Thiếp Mộc Nhi đầu độc ông. Ngay sau đó Đồ Thiếp Mục Nhi công khai phục vị vào ngày 8 tháng 9 cùng năm.

## Hậu sự
Nguyên Minh Tông mất, Bốc Đáp Thất Lý, Hoàng hậu của Văn Tông luôn chèn ép gia quyến của ông. Đặc biệt, sau khi sinh Hoàng thái tử A Lạt Thắc Nạp Đáp Lạt, bà liền xử tử kế thê ông là Bát Bất Sa, đày con trưởng là Thỏa Hoan Thiết Mộc Nhi đến Cao Ly để bảo toàn ngôi vị con mình. Thế nhưng tháng sau Thái tử chết yểu. Người con khác là Bảo Ninh (宝宁, Baoning) cũng mất sớm, dù được gửi cho một nông dân nhận nuôi và đổi tên Thái Bình Nột. Tin đây là điềm gở, Đế-Hậu bắt đầu ám ảnh tội ác năm xưa, quyết truyền ngôi cho hậu duệ của Minh Tông để chuộc tội.
Về sau, con trai của Minh Tôn, Ý Lân Chất Ban và Thỏa Hoan Thiết Mộc Nhi đều trở thành Hoàng đế, tức Nguyên Ninh Tông và Nguyên Huệ Tông, trở thành hai vị Hoàng đế cuối cùng của triều đại.

## Gia quyến
Hòa Thế Lạt có hai chính thất là Mại Lai Địch, hậu duệ của Quận vương A Nhi Tư Lan, sinh ra Thành Cát Tư Hãn; và Bát Bất Sa của tộc Nãi Mã Chân thị. Họ sinh ra 2 Hoàng đế sau này của nhà Nguyên là Nguyên Huệ Tông và Nguyên Ninh Tông.
- Phụ mẫu:

1. Nguyên Vũ Tông Khúc Luật hãn (4 tháng 8, 1281 - 27 tháng 1, 1311)
2. Diệc Khất Liệt thị, con gái của Công chúa Nô Ngột Luân. Được truy phong Nhân Hiến Chương Thánh Hoàng hậu (仁獻章聖皇后).

- Thê thiếp:

1. Mại Lai Địch (邁來迪, Malaidi; ? - 1320), Hãn Lộc Lỗ thị, nguyên phối. Mất sớm, chưa kịp tại ngôi Hoàng hậu, được truy phong Trinh Dụ Huy Thánh Hoàng hậu (貞裕徽聖皇后)[17].
2. Bát Bất Sa Hoàng hậu (八不沙, Babusa; ? - 1330), Nãi Mã Chân thị, kế thất nhưng là Hoàng hậu đầu tiên. Bị Bốc Đáp Thất Lý - Hoàng hậu của Văn Tông sai Thái giám giết hại.
3. Thoát Hốt Tư Hoàng hậu (脱忽思皇后;Tohusi) , Trữ Huy thị , được Minh Tông ban Oát Nhi Đóa bốn vạn hộ Thang Mộc ấp (汤沐邑).[18] Văn thư đương thời gọi bà là Nương tử (娘子). Địa vị đứng thứ hai sau Bát Bất Sa Hoàng hậu.
4. Nguyệt Lỗ Sa Hoàng hậu
5. Bất Nha Hốt Lỗ Đô Hoàng hậu
6. Dã Tô Hoàng hậu
7. Án Xuất Hãn Hoàng hậu

- Con trai

1. Nguyên Huệ Tông Thỏa Hoan Thiết Mộc Nhĩ (1320 - 1370), Đích trưởng tử, mẹ là Mại Lai Địch. Hoàng đế cuối cùng của nhà Nguyên.
2. Nguyên Ninh Tông Ý Lân Chất Ban (1326 - 1332), con trai thứ hai, mẹ là Bát Bất Sa Hoàng hậu. Hoàng đế thứ 10 của nhà Nguyên, tuy nhiên lên ngôi 2 tháng thì chết yểu.

- Con gái:

1. Xương Quốc Công chúa (昌国公主), mẹ là Nguyệt Lỗ Sa hoàng hậu. Hạ giá lấy Xương vương Sa Lam Đóa Nhi Chỉ.
2. Minh Huệ Trinh Ý Công chúa (明慧貞懿公主), tên khác là Bất Đáp Thác Nhĩ (不答昔你), mẹ không rõ.